# Conseil de la fonction militaire (France)
Pour les articles homonymes, voir CFM.
En France, les conseils de la fonction militaire (CFM) sont des instances de concertation, créées en 1990, afin d'aider dans ses missions le conseil supérieur de la fonction militaire (CSFM) et d'en améliorer la représentativité. Ils assurent la représentativité des militaires auprès du commandement et se réunissent deux fois par an, hors sessions extraordinaires. Ils sont au nombre de neuf (Armée de terre, marine, Armée de l'air, Gendarmerie nationale, direction générale de l'Armement, service de santé des armées, service de l'énergie opérationnelle, service du commissariat des armées et le service d'infrastructure de la Défense).

## Historique et fonctionnement
La loi no 69-1044 du 21 novembre 1969 avait institué le CSFM mais ce dernier n'était pas décliné au niveau des différentes forces armées et était composé de militaires tirés au sort (non volontaires). Ce n'est qu'avec le décret no 90-183 du 28 février 1990 que le rôle du CSFM a été précisé et qu'ont été institués les conseils de la fonction militaire . Les membres de ces conseils sont tirés au sort parmi les volontaires de la population d'active ou sous-contrat. Le ministre des armées est à la fois président du CSFM et de chaque CFM. Les différents chefs d'état-major et directeurs sont vice-présidents de leur conseil. Un arrêté du 1er mars 1990 fixe alors la nouvelle composition du CSFM et de chaque CFM.
Ils sont définis comme le « cadre institutionnel dans lequel sont examinés les éléments constitutifs de la condition de l'ensemble des militaires » et étudient « toute question […] concernant les conditions de vie, d'exercice du métier militaire ou d'organisation du travail ».

## Composition

Logo du conseil de la fonction militaire de la Gendarmerie

La composition des CFM est fixée comme suit:

### avant 2016[4]
- Conseil de la fonction militaire de Terre (CFMT): 88 membres (deux groupes de 44) répartis en 11 officiers supérieurs, 13 officiers subalternes, 11 sous-officiers supérieurs, 21 sous-officiers subalternes et 30 militaires du rang engagés;
- conseil de la fonction militaire de la Marine (CFMM): 50 membres (deux groupes de 25) répartis en 4 officiers supérieurs, 5 officiers subalternes, 16 officiers mariniers supérieurs, 18 officiers subalternes mariniers et 9 équipage de la flotte;
- conseil de la fonction militaire de l'Armée de l'air (CFMA): 54 membres (deux groupes de 27) répartis en 4 officiers supérieurs, 8 officiers subalternes et 42 sous-officiers et militaires du rang engagés;
- conseil de la fonction militaire de la Gendarmerie (CFMG): 79 membres (un groupe A de 39 membres et un groupe B de 40 membres) répartis en 4 officiers supérieurs, 3 officiers subalternes, 31 sous-officiers supérieurs et 36 sous-officiers subalternes et 30 militaires du rang engagés;
- conseil de la fonction militaire de la direction générale de l'armement (CFMDGA): 16 membres (deux groupes de 8) répartis en 9 officiers supérieurs et 7 officiers subalternes;
- conseil de la fonction militaire du service de santé des armées (CFMSSA): 47 membres (un groupe A de 23 membres et un groupe B de 24 membres);
- conseil de la fonction militaire du service des essences des armées (CFMSEA): 15 membres (un groupe A de 7 membres et un groupe B de 8 membres) répartis en 2 officiers supérieurs, 2 officiers subalternes, 3 sous-officiers supérieurs, 2 sous-officiers subalternes et 6 militaires du rang engagés;